# Jacqueline Gayraud
Pour les articles homonymes, voir Gayraud.
Jacqueline Gayraud est une Française élue Miss Vendée 1963, puis Miss France 1964.
Elle fut par la suite demi-finaliste à Miss Monde 1964. Elle a été étudiante en droit. Elle est également connue pour avoir été ensuite la secrétaire et l'épouse de Charles Lascorz (1922-1997), membre du Service d'action civique jusqu'en 1968, co-organisateur avec Charles Pasqua de la manifestation gaulliste du 30 mai 1968 à Paris.

## Miss France
L'élection de Miss France 1964 a eu lieu à l'aéroport d'Orly, le 12 décembre 1963. 
Miss Bourgogne, Arlette Collot (21 ans, de Clomot), est élue devant Miss Vendée, Jacqueline Gayraud et Miss Outre-Mer, Nadine Ragoo,. C'est Miss Paris 1963 Geneviève Mercier qui la couronne. Arlette Collot règne jusqu'au mois d'août 1964, après quoi elle est destituée car elle ne souhaitait pas parcourir la France. Jacqueline Gayraud hérite donc du titre et obtient le droit de participer aux concours de beauté internationaux.

## Relation avec le monde artistique
Une vidéo en accès libre hébergée sur le site internet de l'Institut national de l'audiovisuel montre Jacqueline Gayraud en compagnie du peintre Salvador Dalí lors d'une soirée au Crazy Horse Saloon peu après son élection.
Jacqueline Gayraud a inspiré une statue de laiton soudé au sculpteur brésilien d'origine grecque Constantin Andréou. Cette statue a été présentée à la Biennale de Venise 1966.